# Balta Ialomiței

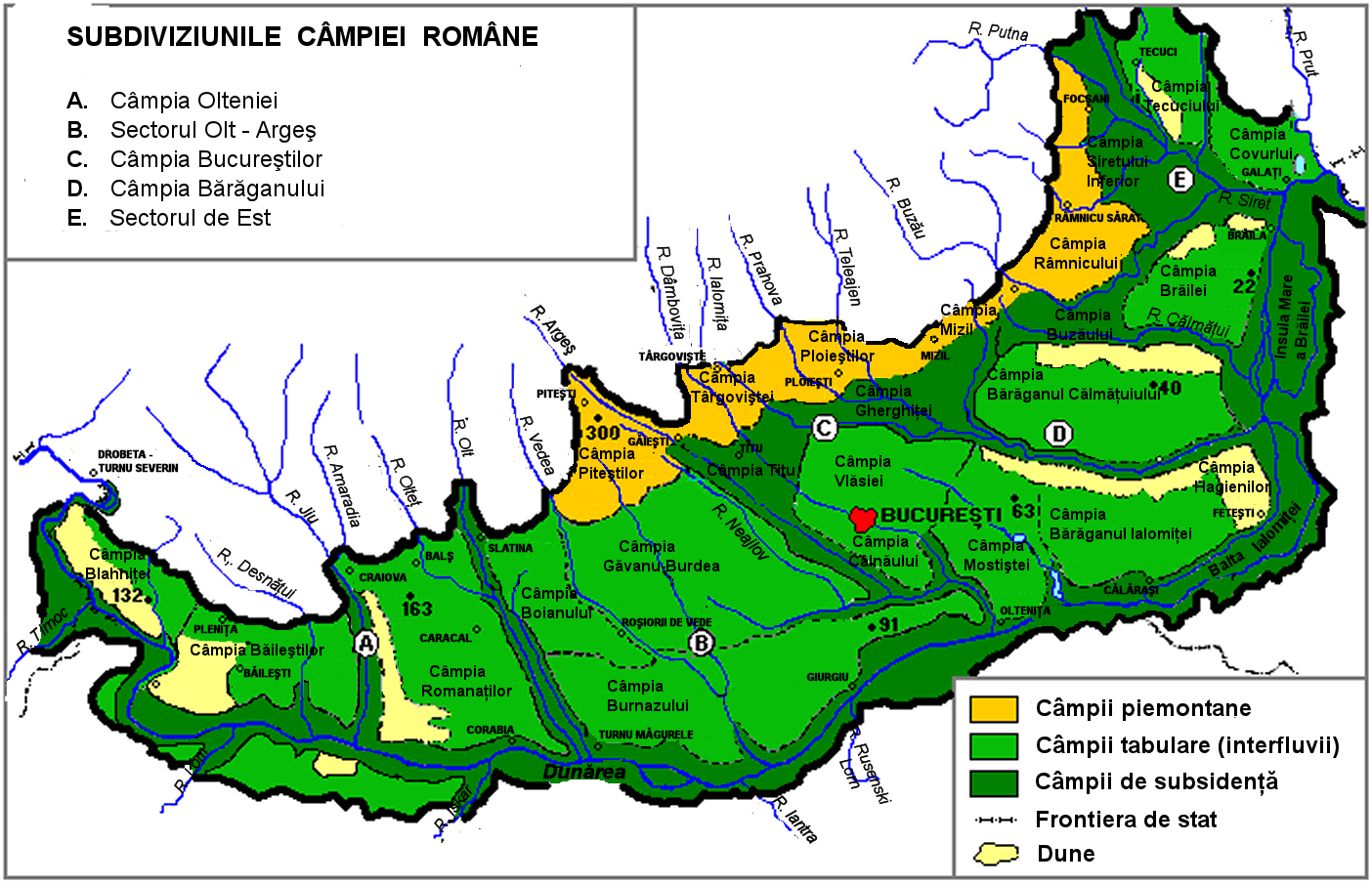
Câmpia Română și subdiviziunile sale

Balta Ialomiței, cunoscută și sub numele de Balta Borcea este o insulă aflată pe cursul inferior al Dunării, divizată între județele Ialomița și Călărași. Este o luncă amenajată înconjurată de două brațe ale Dunării: Brațul Borcea (la vest) și Brațul Ostrov (sau Dunărea Veche, la est). 

## Date geografice
Balta Ialomiței are o suprafață de 831,3 km². Ea are o lungime de 94 km între orașele Călărași și Hârșova și o lățime de 4-12,5 km. Altitudinea medie a Bălții Ialomiței este de 10-17 metri.
Denumirea de "baltă" se justifică, deoarece inițial Balta Ialomiței era formată dintr-o serie de mlaștini, lacuri și bălți, porțiunile de uscat (grinduri) fiind acoperite cu crânguri de pădure. Pe atunci, Balta era un domeniu acvatic, în care apa stagna mult timp.
Ulterior, în anii 1960, Balta Ialomiței a fost desecată și îndiguită pentru a fi consacrată agriculturii, deși România nu ducea lipsă de pământ arabil. Domina atunci ideea că „mlaștinile sînt inutile și nesănătoase” și că zonele umede, al căror rol nu era luat în considerare, trebuie să fie „asanate”, astfel încât factorii de decizie gândeau exclusiv inginerește și nu consultau hidrologii, biologii și ihtiologii; România nu a semnat Convenția Ramsar (1975) decât după Revoluție, la 25 ianuarie 1991. Pentru aceste lucrări a fost utilizată munca forțată a deținuților politici din Bărăgan (mai ales din lagărele Movila Găldăului și Valea Viilor), dintre care mulți au murit aici.
În prezent, Balta Ialomiței are înfățișarea unei insule. Doar o mică porțiune, și anume Caiafele Moroiu, a fost păstrată în regim natural cu statut de Rezervație naturală. Se cultivă porumb și sfeclă de zahăr. Există, de asemenea, ferme care se ocupă cu creșterea bovinelor.
Ocazional, unele părți din Balta Ialomiței sunt încă inundate. Autostrada Soarelui (A2) traversează insula.

## Imagini

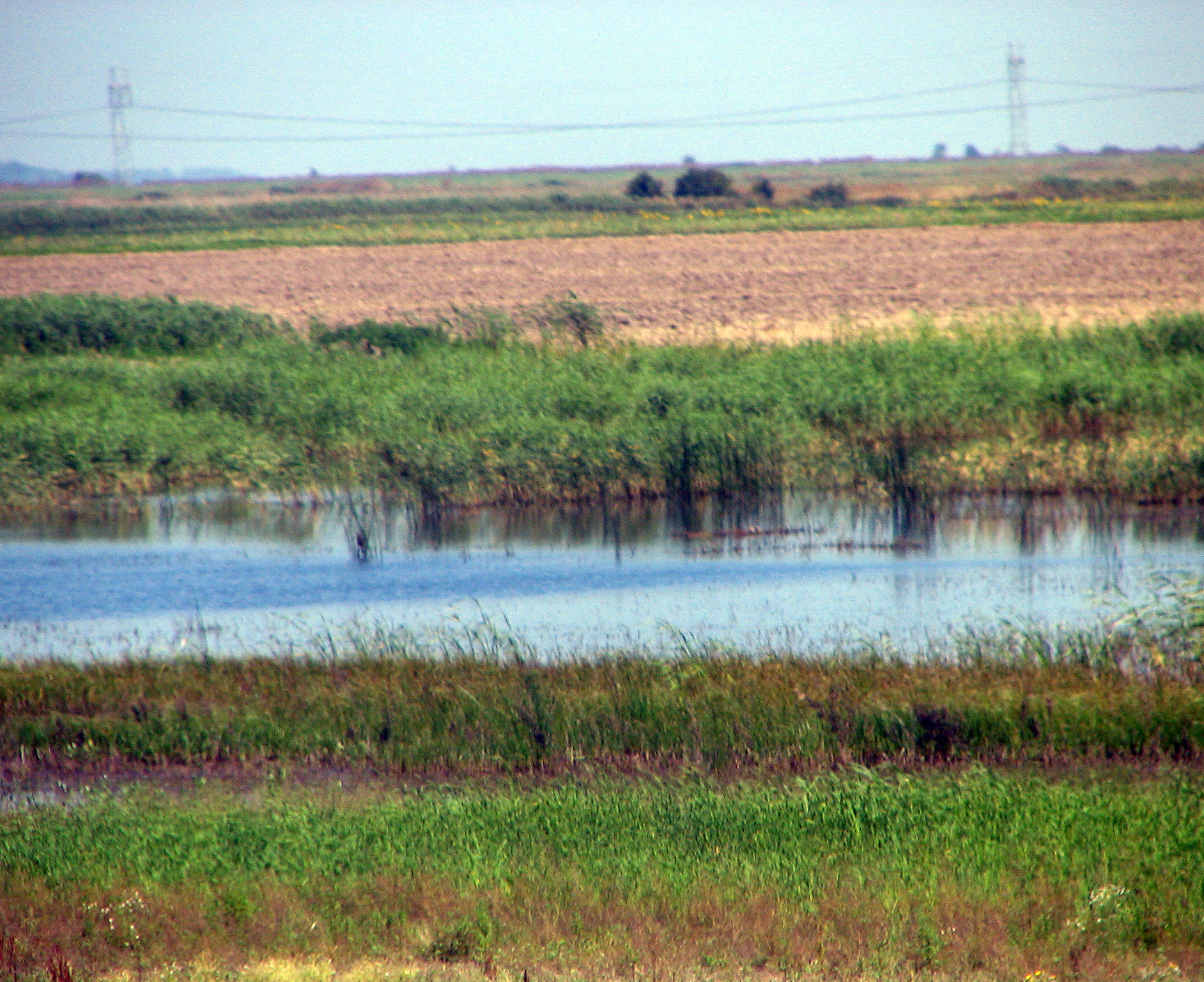
Un iaz din Balta Ialomiței
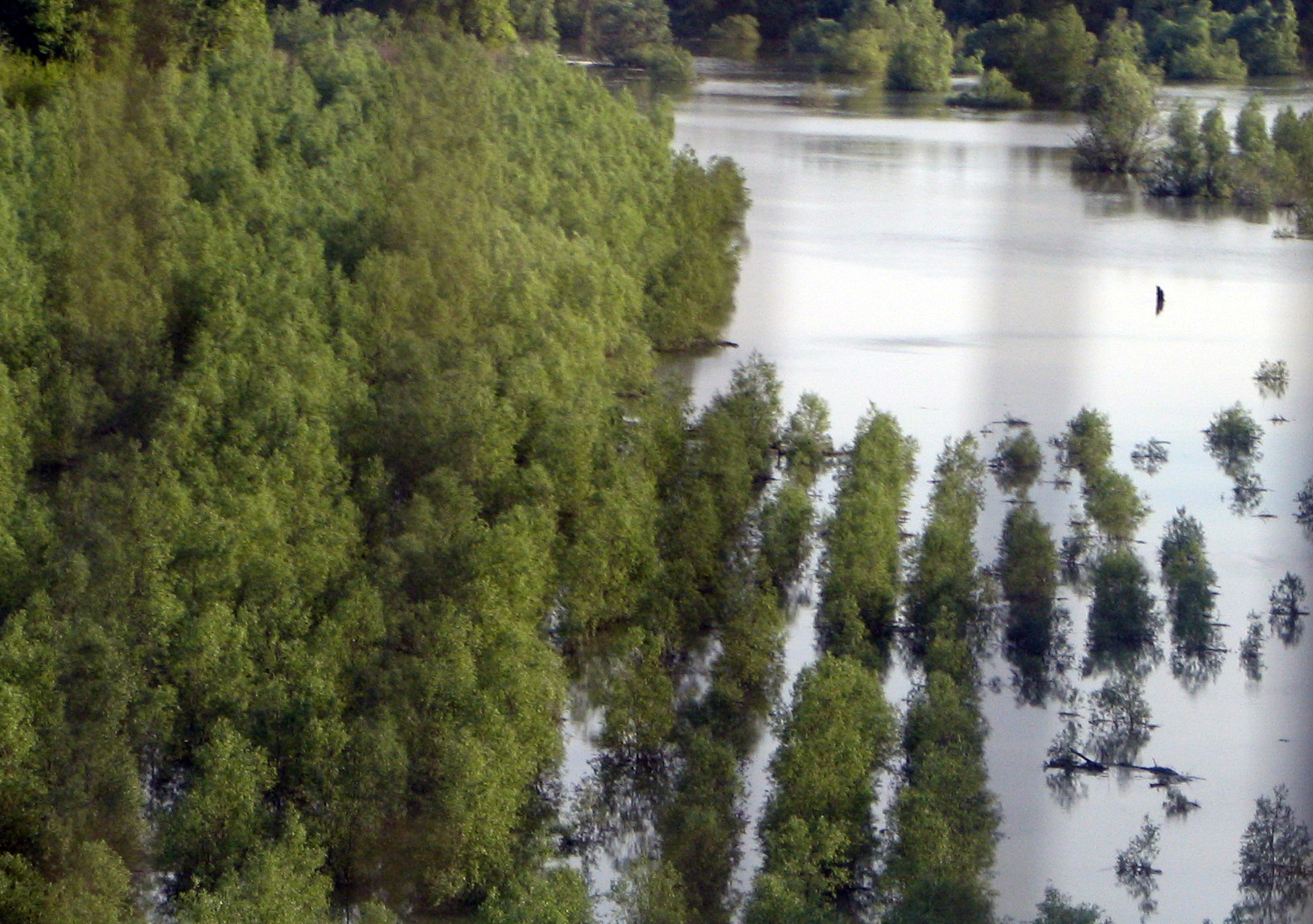
Balta Ialomiței, inundată în perioada aprilie-mai 2006
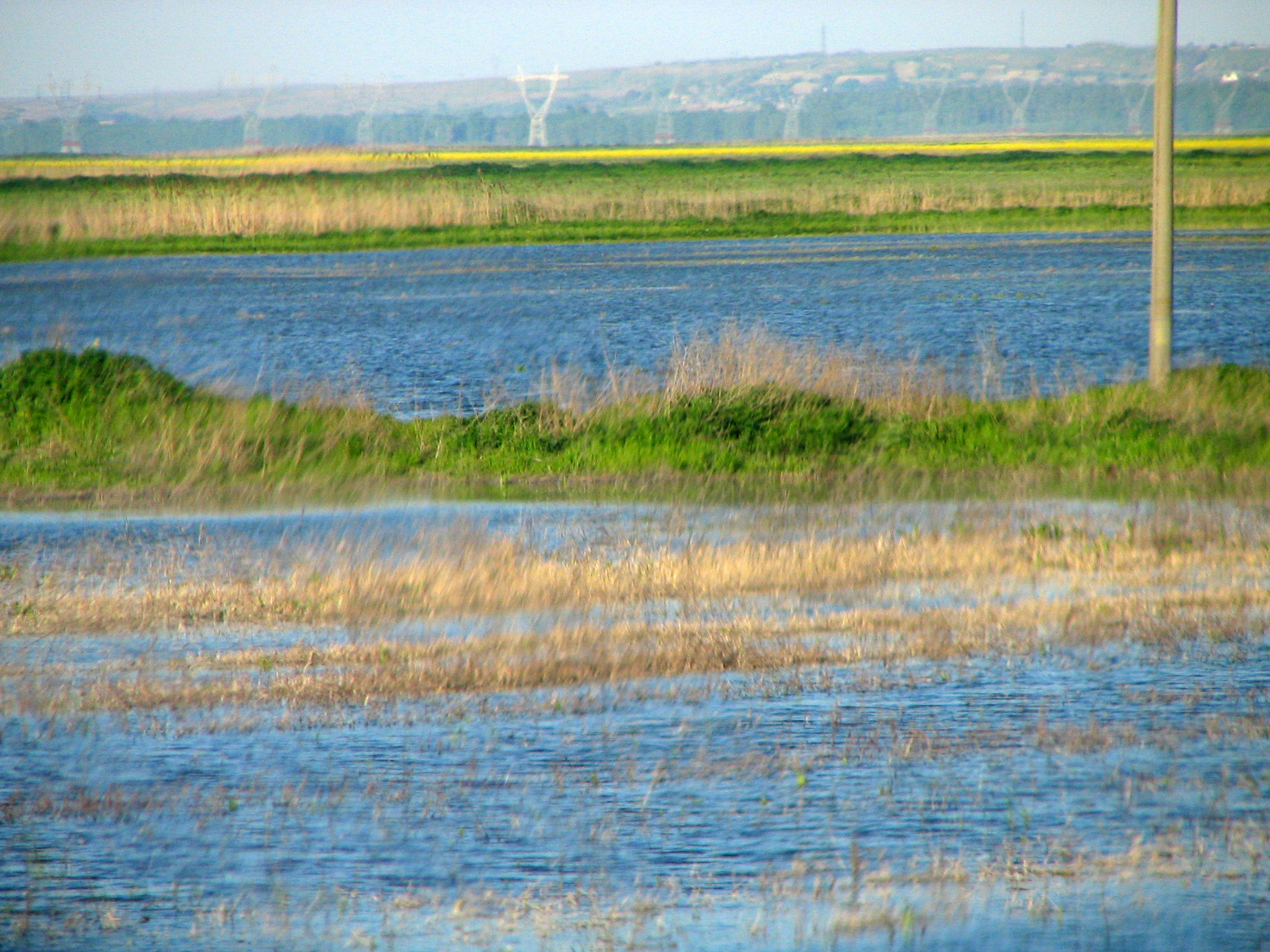
Un câmp agricol din Balta Ialomiței inundat